# Georg Danek
Georg Danek (* 1957, Vídeň) je rakouský klasický filolog. Zabývá se komparatistkou (Homér a jihoslovanské epické básně) a starořeckou hudbou.

## Životopis
V letech 1976 až 1982 studoval klasickou filologii na vídeňské univerzitě. V období 1984 až 1997 zde působil jako asistent na institutu klasické filologie. V roce 1996 habilitoval, v roce 1997 byl jmenován profesorem.
V roce 2002 mu byla udělena Ausonius-Preis univerzity v Trieru. Od roku 2004 BYL korespondenčním členem Rakouské akademie věd, od roku 2008 zvolen předsedou "Kommission für Antike Literatur und Lateinische Rezeption" a v roce 2009 se stal řádným členem Akademie.